# Distretto di Shangganling
Il distretto di Shangganling (上甘岭区S, Shànggānlǐng QūP) è un distretto della Cina, situato nella provincia di Heilongjiang e amministrato dalla prefettura di Yichun.